# Liste der denkmalgeschützten Objekte in Neudau
Die Liste der denkmalgeschützten Objekte in Neudau enthält die 11 denkmalgeschützten, unbeweglichen Objekte der Gemeinde Neudau im steirischen Bezirk Hartberg-Fürstenfeld.

## Denkmale
| Foto |                 | Denkmal                                                                               | Standort                                  | Beschreibung | Metadaten |
| ---- | --------------- | ------------------------------------------------------------------------------------- | ----------------------------------------- | --- | --- |
| ja   | Datei hochladen | Gemeindeamt/Rathaus HERIS-ID: 68865 Objekt-ID: 81903                                  | Hauptplatz 1 Standort KG: Neudau          | Das um das Jahr 1900 errichtete Rathaus wurde früher als Schule genutzt. | BDA-Hist.: Q38120844 Status: § 2a Stand der BDA-Liste: 2025-06-30 Name: Gemeindeamt/Rathaus GstNr.: .14/1                                                                  |
| ja   | Datei hochladen | Mariensäule HERIS-ID: 68852 Objekt-ID: 81890                                          | bei Hauptplatz 2 Standort KG: Neudau      | Die Mariensäule auf dem Pfarrvorplatz ist mit 1765 bezeichnet. Sie zeigt ein schönes Wappen der Familie Kottulinsky und stammt von Veit Königer. | BDA-Hist.: Q38120798 Status: § 2a Stand der BDA-Liste: 2025-06-30 Name: Mariensäule GstNr.: 1207/1 Mariensäule Neudau                                                      |
| ja   | Datei hochladen | Wohnhaus, ehem. Gemeindehaus HERIS-ID: 51693 Objekt-ID: 57418                         | Hauptplatz 6 Standort KG: Neudau          | | BDA-Hist.: Q38046851 Status: § 2a Stand der BDA-Liste: 2025-06-30 Name: Wohnhaus, ehem. Gemeindehaus GstNr.: .8                                                            |
| ja   | Datei hochladen | Pfarrhof HERIS-ID: 68864 Objekt-ID: 81902                                             | Hauptplatz 7 Standort KG: Neudau          | | BDA-Hist.: Q38120834 Status: § 2a Stand der BDA-Liste: 2025-06-30 Name: Pfarrhof GstNr.: .10                                                                               |
| ja   | Datei hochladen | Kirchhof mit drei in die Mauer integrierten Kapellen HERIS-ID: 68854 Objekt-ID: 81892 | Hauptplatz 8 Standort KG: Neudau          | | BDA-Hist.: Q38120810 Status: § 2a Stand der BDA-Liste: 2025-06-30 Name: Kirchhof mit drei in die Mauer integrierten Kapellen GstNr.: .9                                    |
| ja   | Datei hochladen | Kath. Pfarrkirche hl. Andreas HERIS-ID: 51692 Objekt-ID: 57417                        | Hauptplatz 8 Standort KG: Neudau          | Die Pfarrkirche ist ein gotischer Bau mit barocken Erweiterungen und Zubauten. Die erste Kapelle ist im heutigen Chor noch enthalten. Im Westen ist der Kirche ein massiger Rechteckturm vorgestellt. Das Innere wurde anlässlich der Restaurierung im Jahr 1968 entscheidend umgestaltet; die früheren barocken Altäre wurden entfernt.                                                                | BDA-Hist.: Q20652540 Status: § 2a Stand der BDA-Liste: 2025-06-30 Name: Kath. Pfarrkirche hl. Andreas GstNr.: .9 Pfarrkirche Neudau                                        |
| ja   | Datei hochladen | Glashaus Schloss Neudau HERIS-ID: 237100seit 2024                                     | südlich Hauptstraße 2 Standort KG: Neudau | | BDA-Hist.: Q126122399 Status: Bescheid Stand der BDA-Liste: 2025-06-30 Name: Glashaus Schloss Neudau GstNr.: 1/2 Glashaus Schloss Neudau                                   |
| ja   | Datei hochladen | Ehem. Wasserschloss Neudau HERIS-ID: 45654 Objekt-ID: 47035                           | Schloss 1 Standort KG: Neudau             | Das ehemalige Wasserschloss wurde 1371 erstmals erwähnt. Die Vorburg stammt in ihrer heutigen Gestalt aus unterschiedlichen Jahrhunderten. Der älteste Teil des dreigeschoßigen Wohnschlosses ist der Osttrakt mit der Kapelle; einige spätgotische Fenster sind noch erhalten. Entscheidend erweitert wurde das Schloss Anfang des 18. Jahrhunderts, als es auch die Pfeilerarkaden des Hofes erhielt. | BDA-Hist.: Q38017219 Status: Bescheid Stand der BDA-Liste: 2025-06-30 Name: Ehem. Wasserschloss Neudau GstNr.: .1/1, .1/2, .2, .6 Ehem. Wasserschloss Neudau               |
| ja   | Datei hochladen | Kriegerdenkmal HERIS-ID: 68885 Objekt-ID: 81923                                       | Neudau 314 Standort KG: Neudau            | | BDA-Hist.: Q38120884 Status: § 2a Stand der BDA-Liste: 2025-06-30 Name: Kriegerdenkmal GstNr.: 1207/1 Kriegerdenkmal Neudau                                                |
| ja   | Datei hochladen | Kath. Filialkirche hl. Bartholomäus HERIS-ID: 51927 Objekt-ID: 57756                  | Unterlimbach Standort KG: Unterlimbach    | Das Baudatum ist mit 1766 bezeichnet. | BDA-Hist.: Q38048164 Status: § 2a Stand der BDA-Liste: 2025-06-30 Name: Kath. Filialkirche hl. Bartholomäus GstNr.: 970 Kath. Filialkirche hl. Bartholomäus (Unterlimbach) |
| ja   | Datei hochladen | Bildstock HERIS-ID: 68819 Objekt-ID: 81857                                            | Standort KG: Unterlimbach                 | | BDA-Hist.: Q38120698 Status: § 2a Stand der BDA-Liste: 2025-06-30 Name: Bildstock GstNr.: 663                                                                              |